# Maska (vattendrag)
Maska (ryska: Маска) är ett vattendrag i Belarus.   Det ligger i voblasten Minsks voblast, i den centrala delen av landet, 70 km öster om huvudstaden Minsk.
I omgivningarna runt Maska växer i huvudsak blandskog. Runt Maska är det ganska tätbefolkat, med 67 invånare per kvadratkilometer.